# Statens energiverk
Statens energiverk var en central förvaltningsmyndighet som hade det samlade ansvaret för administrationen för den svenska energipolitiken. Den var även enligt 1988 års myndighetsförordning för den nämnda myndigheten chefsmyndighet för Statens elektriska inspektion. Den hade även en spelande roll som uppföljningsroll på det internationella området och bevakade det tekniska säkerhetsarbetet på energiområdet. Inom det säkerhetspolitiska planet fungerade myndigheten som ansvarig för den nationella energiförsörjning gällande totalförsvarets civila del.

## Generaldirektörer och chefer
- 1983–1985: Carl Tham
- 1985–1991: Hans Rode